# Фуллер, Кейшер
Кейшер Фуллер Спенс (исп. Keysher Fuller Spence; род. 12 июля 1994 года, Лимон, Коста-Рика) — коста-риканский футболист, защитник клуба «Эредиано» и сборной Коста-Рики.

## Карьера
Воспитанник клуба «Депортиво Саприсса». На высоком уровне выступал за другие команды страны. С 2018 года Фуллер является игроком «Эредиано». 2 февраля 2019 года дебютировал за сборную Коста-Рики в товарищеском матче против США (0:2). В составе «тикос» защитник был на Золотых кубках КОНКАКАФ 2019 и 2021 годов.

## Достижения
- Чемпион Коста-Рики (2): 2018 (Апертура), 2019 (Верано).